# Generalstaternas andra kammare
Generalstaternas andra kammare (nederländska: Tweede Kamer der Staten-Generaal, med kortformen Tweede Kamer), är Nederländernas underhus. Tillsammans med Första kammaren utgör de Generalstaterna.
Andra kammaren har 150 ledamöter och finns i Binnenhof i Haag. Till kammaren gäller allmän och lika rösträtt för nederländska medborgare som har fyllt 18 år. Kammaren saknar procentspärr och det krävs ungefär 1/150-del av rösterna för att bli invald.